# Esporte nos Estados Unidos

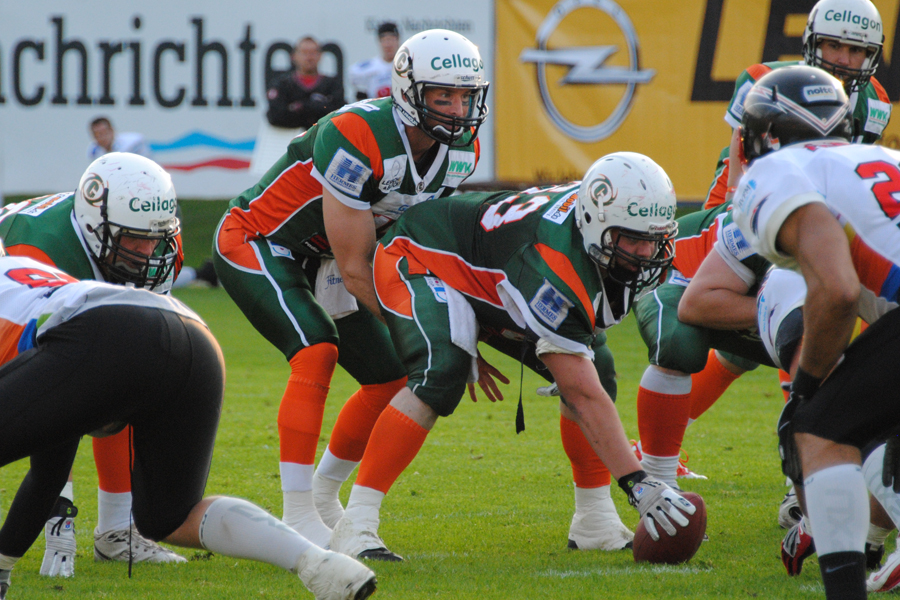
O futebol americano é o esporte mais popular nos Estados Unidos desde a segunda metade do século XX.

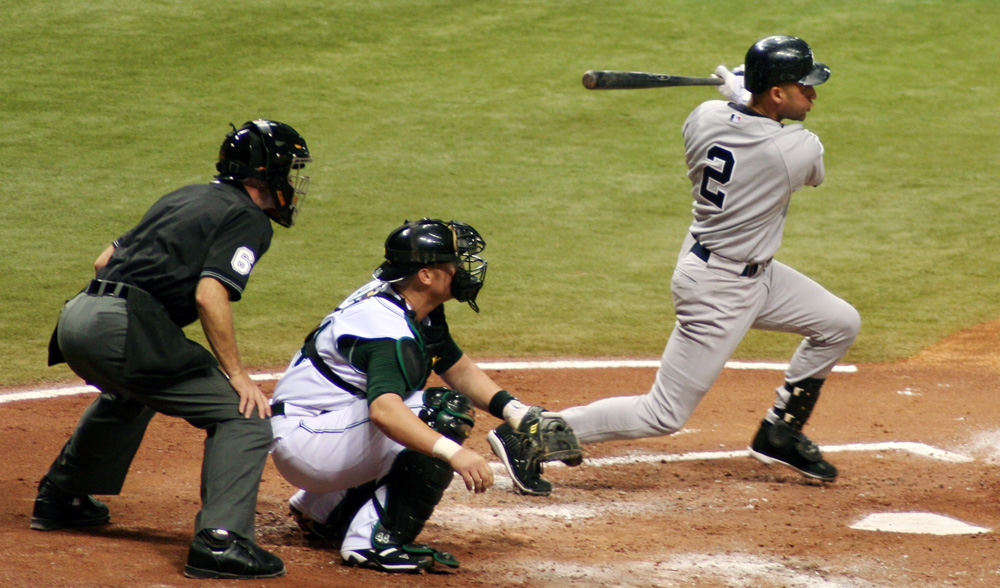
O beisebol é considerado o "esporte nacional" no país.

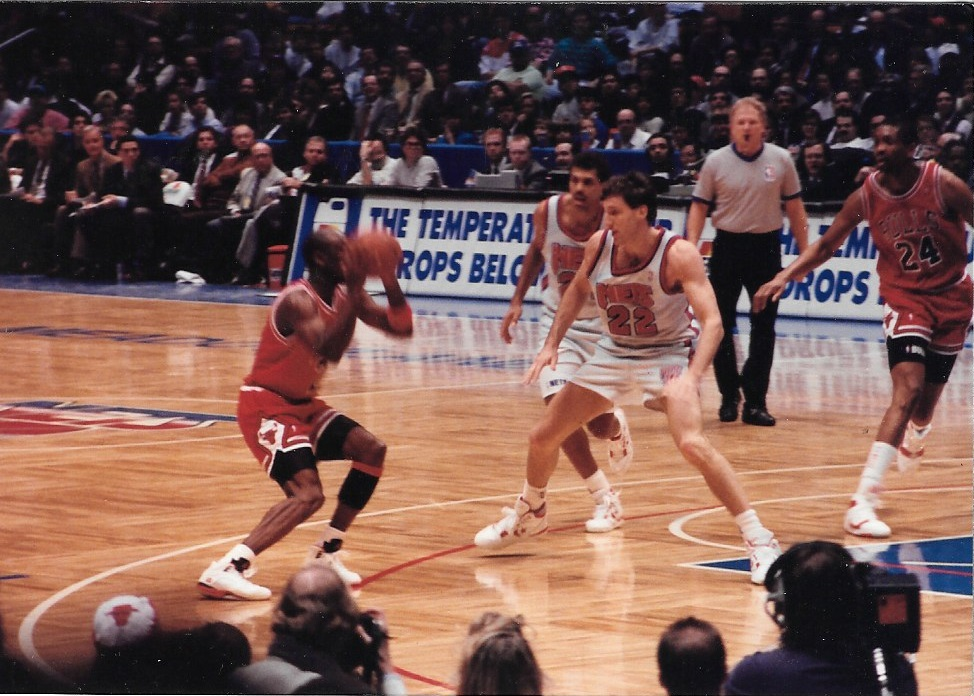
O basquete é um esporte extremamente popular nos Estados Unidos, com a NBA sendo reconhecido mundialmente.

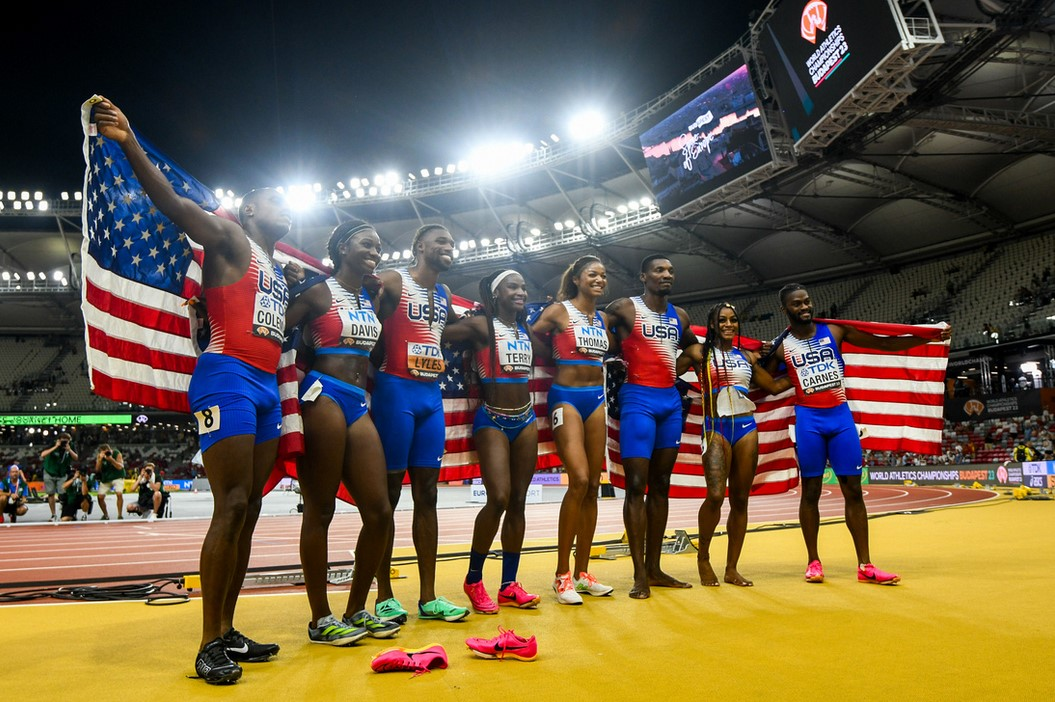
Os Estados Unidos são considerados uma potência no atletismo mundial.

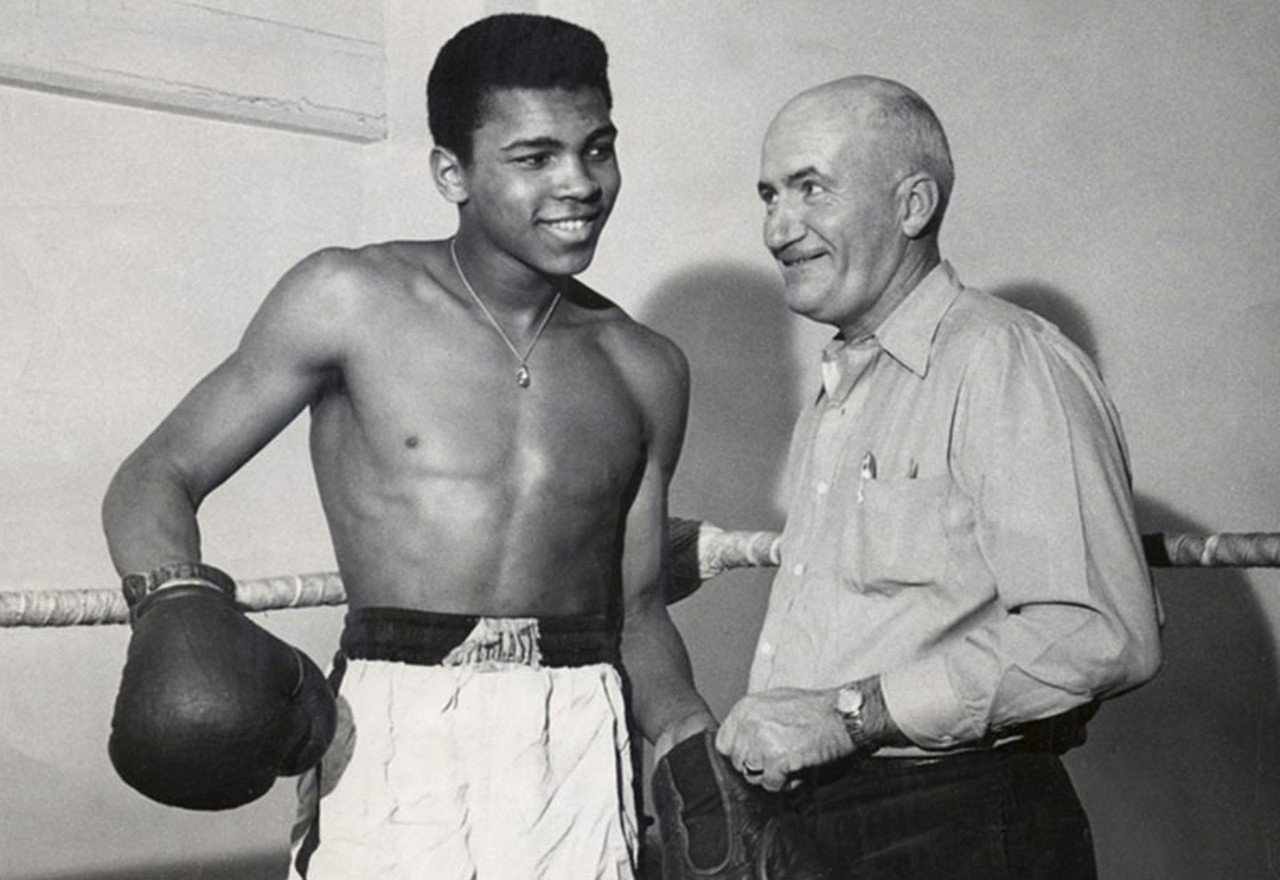
Boxe é um esporte popular nos Estados Unidos.

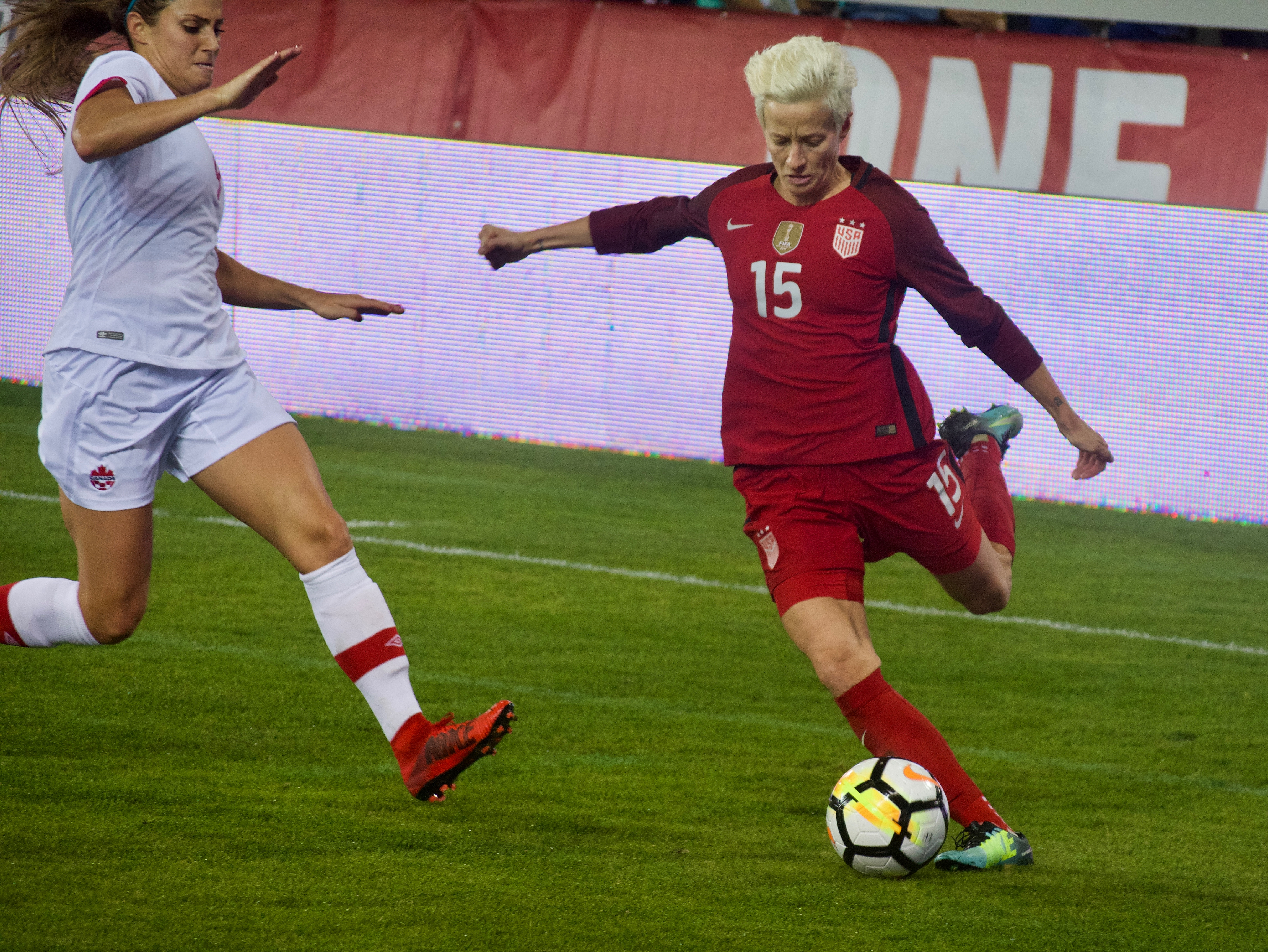
No século XXI, o futebol da bola redonda cresceu em popularidade no país.

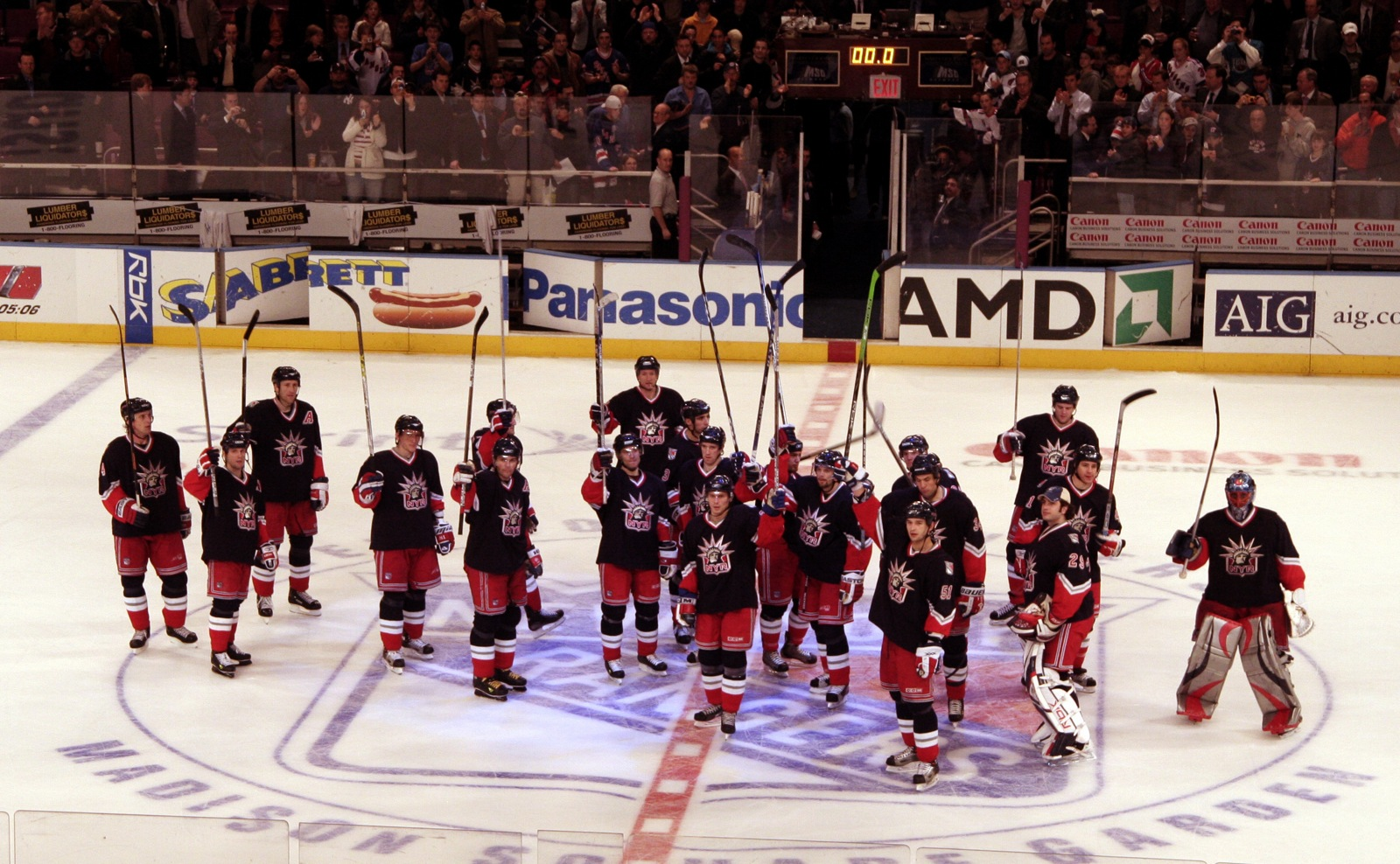
Hóquei no gelo é uma das quatro principais ligas esportivas nos Estados Unidos.

Esporte nos Estados Unidos são uma parte importante da cultura da nação. Historicamente, o esporte nacional americano é o beisebol. Contudo, nas décadas mais recentes, o futebol americano tem sido o esporte mais popular em termos de audiência de transmissão. Basquete cresceu no cenário esportivo americano dominante desde a década de 1980, com hóquei no gelo e soccer (futebol) fazendo o mesmo por volta da virada do século XXI. Esses esportes compõem o chamado "Big Five" ("Os Grandes Cinco"). Na primeira metade do século XX, pugilismo e futebol americano universitário estavam entre os esportes mais populares depois do beisebol. Golfe, tênis e basquete universitário são outros esportes para espectadores com popularidade de longa data. Mais recentemente, artes marciais mistas tem quebrado recordes de público e audiência de transmissão para todos os esportes de combate.
Com base em receita, as principais ligas esportivas profissionais dos Estados Unidos e do Canadá são a National Football League (NFL), a Major League Baseball (MLB), a National Basketball Association (NBA), a National Hockey League (NHL) e a Major League Soccer (MLS). Com uma renda estimada em US$ 18,6 bilhões de dólares, a NFL é a liga esportiva mais lucrativa do mundo. O mercado esportivo profissional nos Estados Unidos gira em torno de US$ 69 bilhões de dólares, sendo cerca de 50% maior do que o de toda a Europa, Oriente Médio e África juntos. Todas estas ligas gozam de ampla cobertura da mídia nacional e, com exceção da Major League Soccer, todas são consideradas as ligas proeminentes em seus respectivos esportes no mundo. Embora o futebol americano não tenha seguidores substanciais em outras nações, a NFL tem a maior média de público (67 254 pagantes) de qualquer liga esportiva profissional do planeta. A MLS tem a segunda maior média de público de qualquer liga esportiva nos Estados Unidos (21 789), seguido pela MLB com uma média de 18 900 espectadores. Dessas cinco ligas baseadas nos Estados Unidos, todas, exceto a NFL, têm pelo menos um time mandando jogos no Canadá. Além dos Esportes profissionais, existem também torneios locais e regionais de ensino médio (highschool) e, a nível nacional, existe os torneios universitários de quase todos os tipos de esportes, normalmente gerenciado pela National Collegiate Athletic Association (NCAA). As universidades recebem coletivamente bilhões de dólares em acordos de televisão, patrocínios e vendas de ingressos. Em 2019, a receita total gerada pelos departamentos atléticos da NCAA somou US$ 18,9 bilhões de dólares.
As equipes profissionais em todos os principais esportes dos Estados Unidos operam como franquias dentro de uma liga, o que significa que uma equipe pode se mudar para uma cidade diferente se os proprietários do time acreditarem que haveria um benefício financeiro, mas as mudanças de franquia geralmente estão sujeitas a algum escrutínio por parte das ligas. Todas as principais ligas esportivas usam um tipo semelhante de programação da temporada regular com um torneio de pós-temporada (playoff). Além das organizações das ligas principais, vários esportes também possuem ligas profissionais menores, ativas em cidades pequenas em todo o país. Tal como no Canadá e na Austrália, as ligas esportivas nos Estados Unidos não praticam promoção e rebaixamento, ao contrário da maioria das ligas na Europa.
Baseado em Jogos Olímpicos, Campeonatos Mundiais e outras competições importantes nos respectivos esportes, os Estados Unidos são a nação de maior sucesso no mundo em beisebol, basquete, atletismo, natação, lacrosse, vôlei de praia, patinação artística, tênis, golfe, boxe, mergulho, tiro, remo e snowboard, e é uma das cinco nações de maior sucesso no hóquei no gelo, wrestling, ginástica, voleibol, patinagem de velocidade, esqui alpino, bobsleigh, hipismo, vela, ciclismo, levantamento de peso e tiro com arco, entre outros. Isso torna os Estados Unidos a nação esportiva de maior sucesso no mundo. Os Estados Unidos ficaram em primeiro lugar no quadro de medalhas dos Jogos Olímpicos de Verão dezoito vezes em vinte e nove Jogos Olímpicos de Verão disputados, sendo que o país teve participação em vinte e oito edições. Ao contrário da maioria das outras nações, o governo dos Estados Unidos não fornece financiamento para esportes coletivos ou individuais, nem para o seu Comitê Olímpico e Paralímpico.

## Jogos Olímpicos

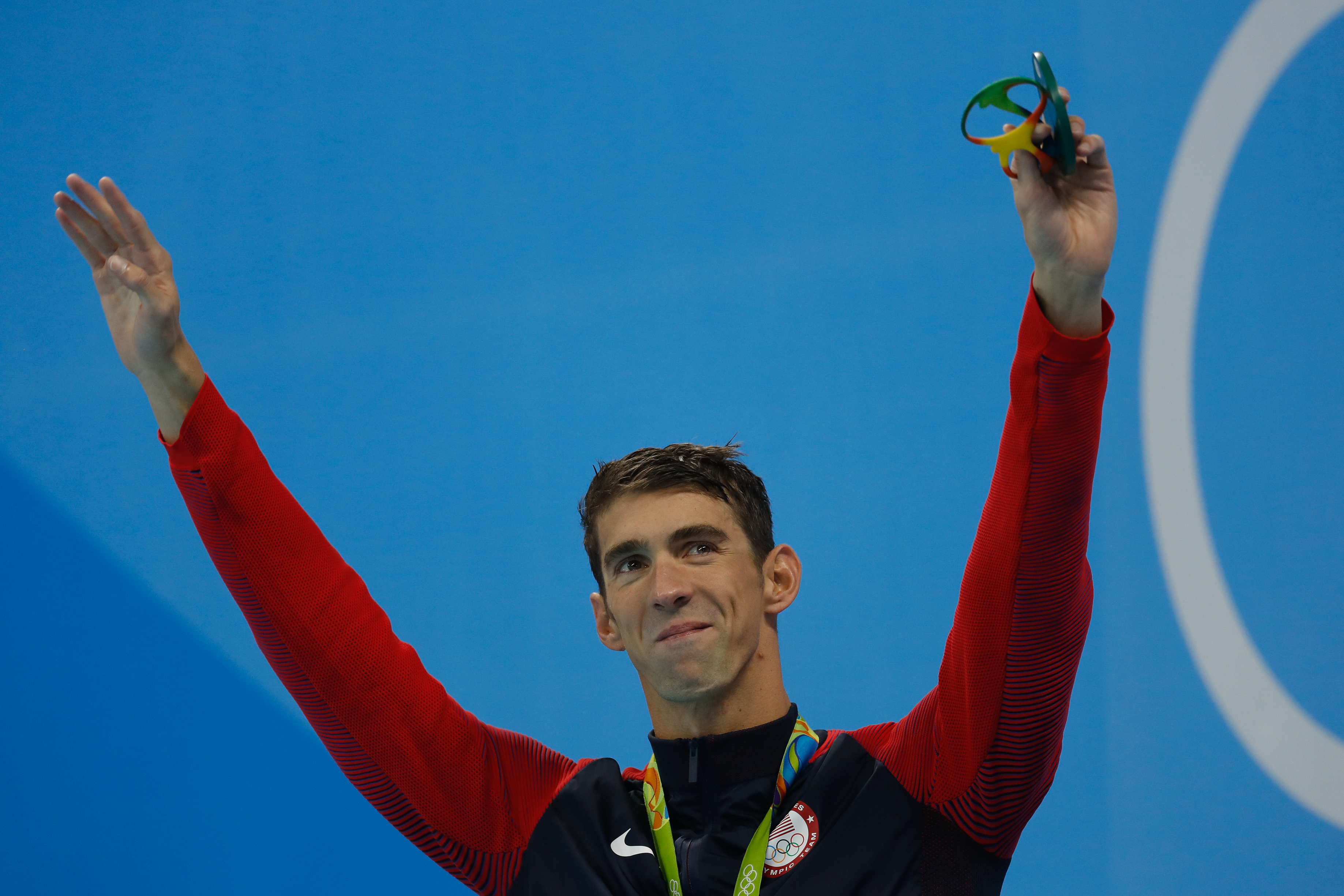
O americano Michael Phelps, maior medalhista olímpico da história.

O Comitê Olímpico dos Estados Unidos (USOC) representa o país nos jogos olímpicos. No total os Estados Unidos já conquistaram mais de 2.500 medalhas nos jogos de verão, sendo o maior medalhista da competição. Obteve também mais de 300 medalhas nos jogos de inverno, posicionando-se como o segundo maior medalhista da história. A maioria das medalhas vem do atletismo, o atleta com a maior quantidade de medalhas é o nadador Michael Phelps com 28 no total.
O país participou de todas as edições dos jogos exceto a edição de 1980 por boicote, o país ganhou medalhas de ouro em todas as edições que participou, é o país que mais sediou os jogos, sendo quatro edições de verão e quatro edições de inverno.

## Esportes em equipe
No país, são os mais apreciados e também os que contém a maior audiência de público, tanto nos estádios quanto na televisão. As quatro ligas profissionais mais populares são conhecidas como "Big Four" (quatro grandes), NFL, NBA, MLB e NHL.

### Futebol Americano

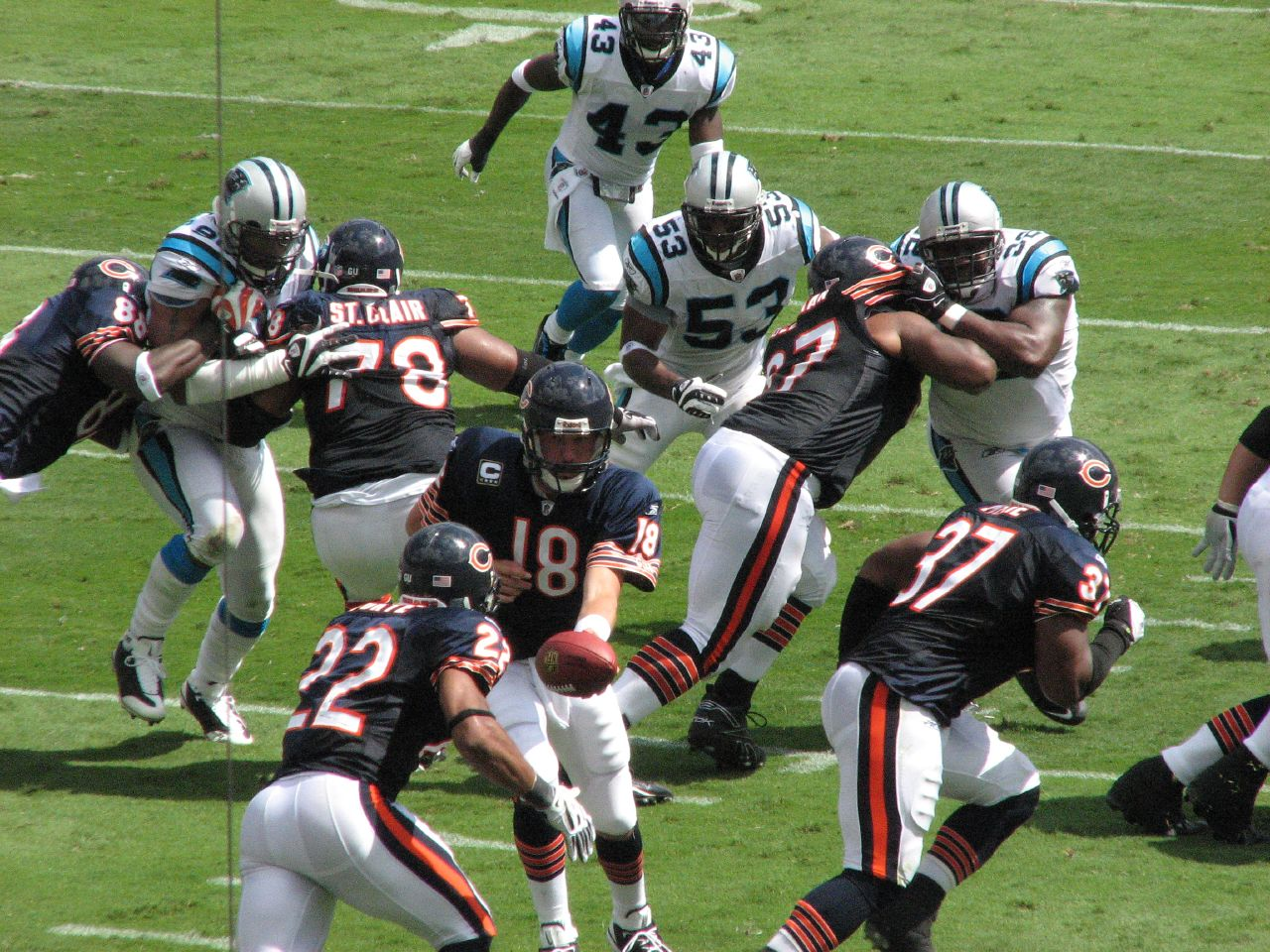
Partida da NFL, maior liga profissional de futebol americano do país.

Esporte que surgiu durante o século XIX a partir de uma variação do rugby no país, o futebol americano é considerado o esporte mais popular do país, sendo praticado em ligas profissionais, faculdades e escolas, sendo que nas últimas não contém os tradicionais tackles no esporte. A primeira divisão universitária (NCAA) contém jogos transmitidos nacionalmente, com a principal liga profissional, a NFL, concentrando a maior audiência e média de público entre os esportes, e tendo anualmente a maior audiência televisiva com a sua final, o Super Bowl.
O futebol americano universitário foi a versão dominante do desporto na primeira metade do século XX. Bowls (taças), uma tradição praticada no futebol americano universitário, atraiu uma audiência nacional nos Estados Unidos para as equipes colegiais. Amparado por rivalidades ferozes, a modalidade ainda tem um apelo global muito perceptível dentro dos Estados Unidos.
Em 1920 foi criada a American Profissional Football Association. O primeiro jogo ocorreu em Dayton, Ohio, em 3 de outubro de 1920 com a equipe local, o Dayton Triangles derrotando o Columbus Panhandles por 14-0. O campeonato mudou seu nome para o atual, a National Football League, dois anos depois. Tendo começado no cidades industriais do Meio-Oeste dos Estados Unidos, o futebol americano profissional gradualmente tornou-se um fenômeno de mídia no país. O início da ascensão da popularidade da liga profissional geralmente pode ser rastreada até a Final do Campeonato de 1958 da NFL. Desde os anos 1990, passou mesmo o beisebol como o esporte mais popular da nação.

### Basquete

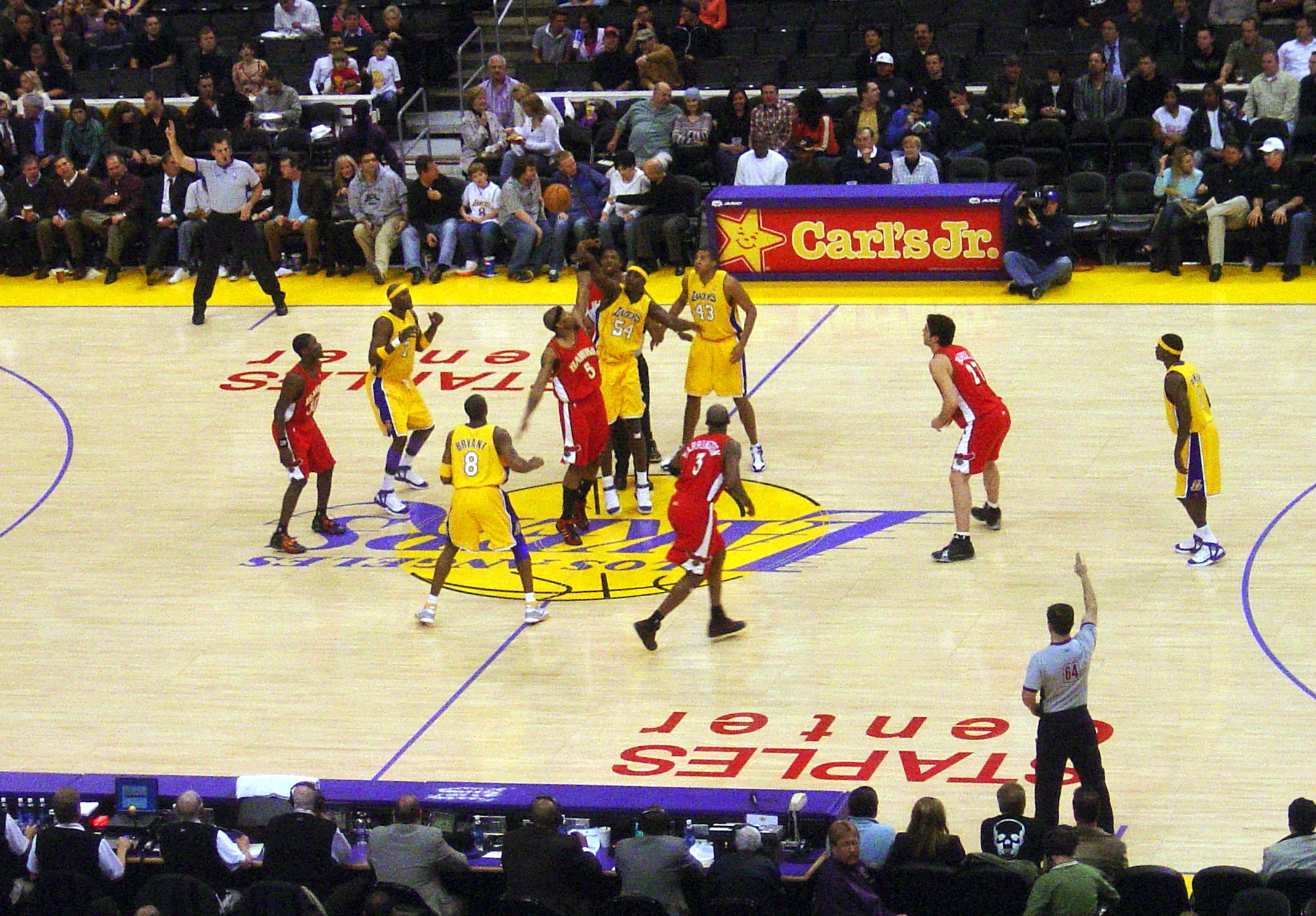
Partida da NBA, maior liga profissional de basquete do país.

Criado pelo professor de Educação Física canadense James Naismith, o basquetebol é centrado em arremessar uma bola laranja contra uma "cesta". É o esporte em ambiente coberto mais popular, com a liga profissional NBA tendo grandes audiências e o torneio universitário da NCAA inspirando ampla cobertura televisiva e apostas. Os Estados Unidos também tem as mais fortes seleções do mundo, com o masculino e feminino vencendo com facilidade as competições internacionais.
Em dezembro de 1891, o professor de educação física James Naismith, do Springfield College (então denominada Associação Cristã de Rapazes), em Massachusetts, Estados Unidos, recebeu uma tarefa do seu diretor: criar um desporto que os alunos pudessem praticar num local fechado, pois o inverno costumava ser muito rigoroso, o que impedia a prática do Beisebol e do Futebol Americano. Assim ele criou o Basquete.
No começo do século XX o basquete começou a se espalhar pelos quatro cantos do mundo. Ligas e federações começaram a organizar campeonatos e o esporte, de tão popular, começou a fazer parte dos Jogos Olímpicos. Nos Estados Unidos, foi somente em 1946 que foi fundada uma liga profissional do esporte, a Basketball Association of America (BAA), que anos mais tarde seria renomeada National Basketball Association. A NBA começou a gradualmente a se popularizar no país no final da década de 50 e início da de 60 e atingiu grande popularidade nos anos 70, mantendo-se até hoje como uma das ligas mais populares do país.

### Beisebol

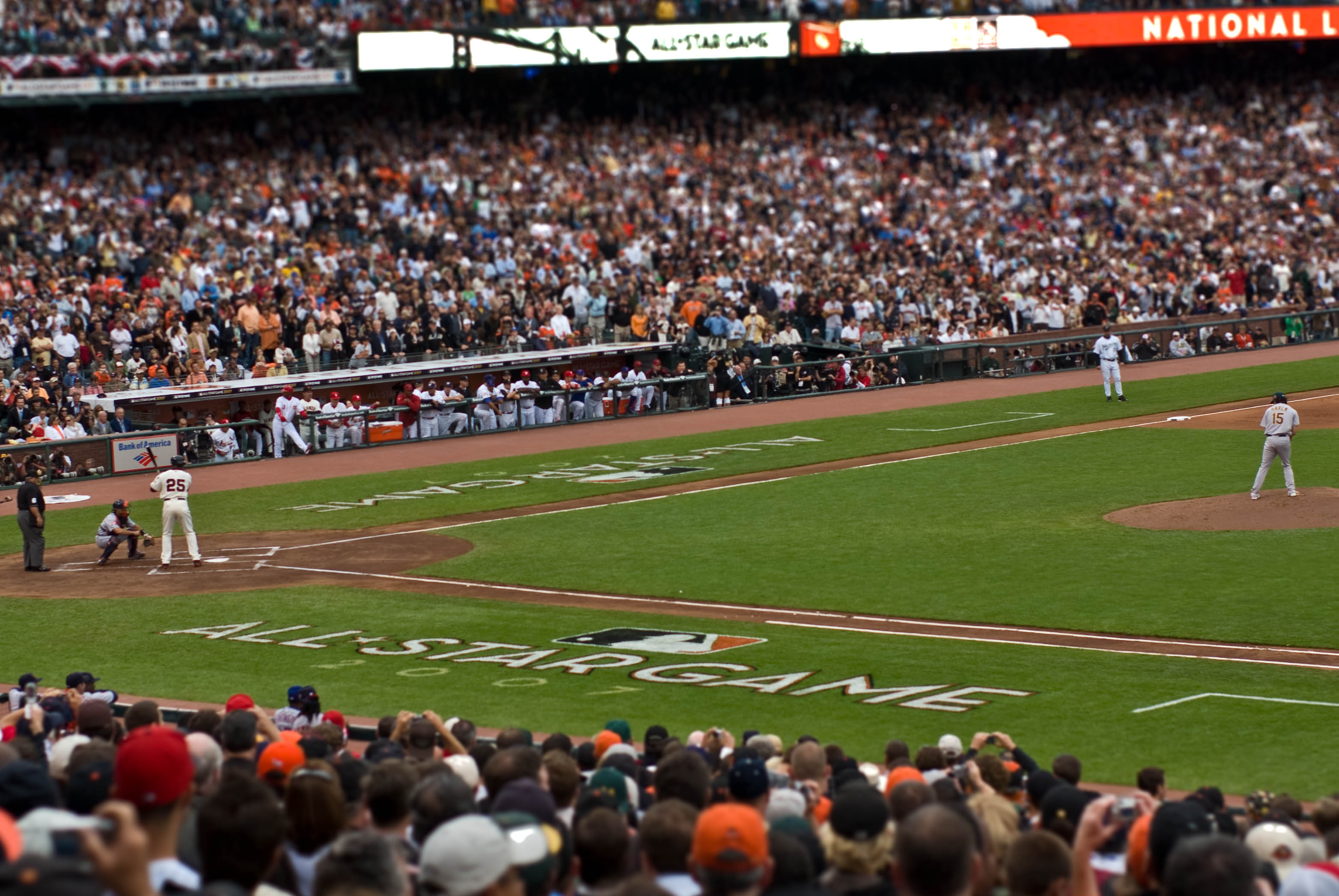
Partida da MLB, maior liga profissional de beisebol do país.

Um jogo de taco e bola disputado em nove entradas (inning) onde as equipes defendem-se e atacam, consiste em rebater a bola para o mais longe possível das bases e percorrer as quatro bases. O ponto é marcado pelo jogador e não pela bola. Originário da colonizadora Inglaterra (onde foi superado pelo críquete), se tornou grande sucesso nos Estados Unidos a partir do século XIX, sendo o esporte mais popular antes da ascensão do futebol americano. A liga profissional MLB é a mais antiga em atividade, tendo sido fundada em 1903. A popularidade do beisebol profissional da MLB aumentou nos anos 1920 e 1930. Afetados pelas dificuldades da Grande Depressão, a popularidade do beisebol começou a cair no início dos anos 30. Mas após a Segunda Guerra Mundial, a MLB, após dar permissão de entrada de jogadores negros no campeonato, começou a expandir-se para o sul e o oeste do país e na década de 50 era a liga mais popular do país. Beisebol profissional tornou-se tão popular que muitas cidades pediram permissão para criar  clubes, atingindo as 30 equipes que compõem Major League Baseball no presente. Na década de 1990 foi superado em popularidade pelo futebol americano

### Hóquei no Gelo

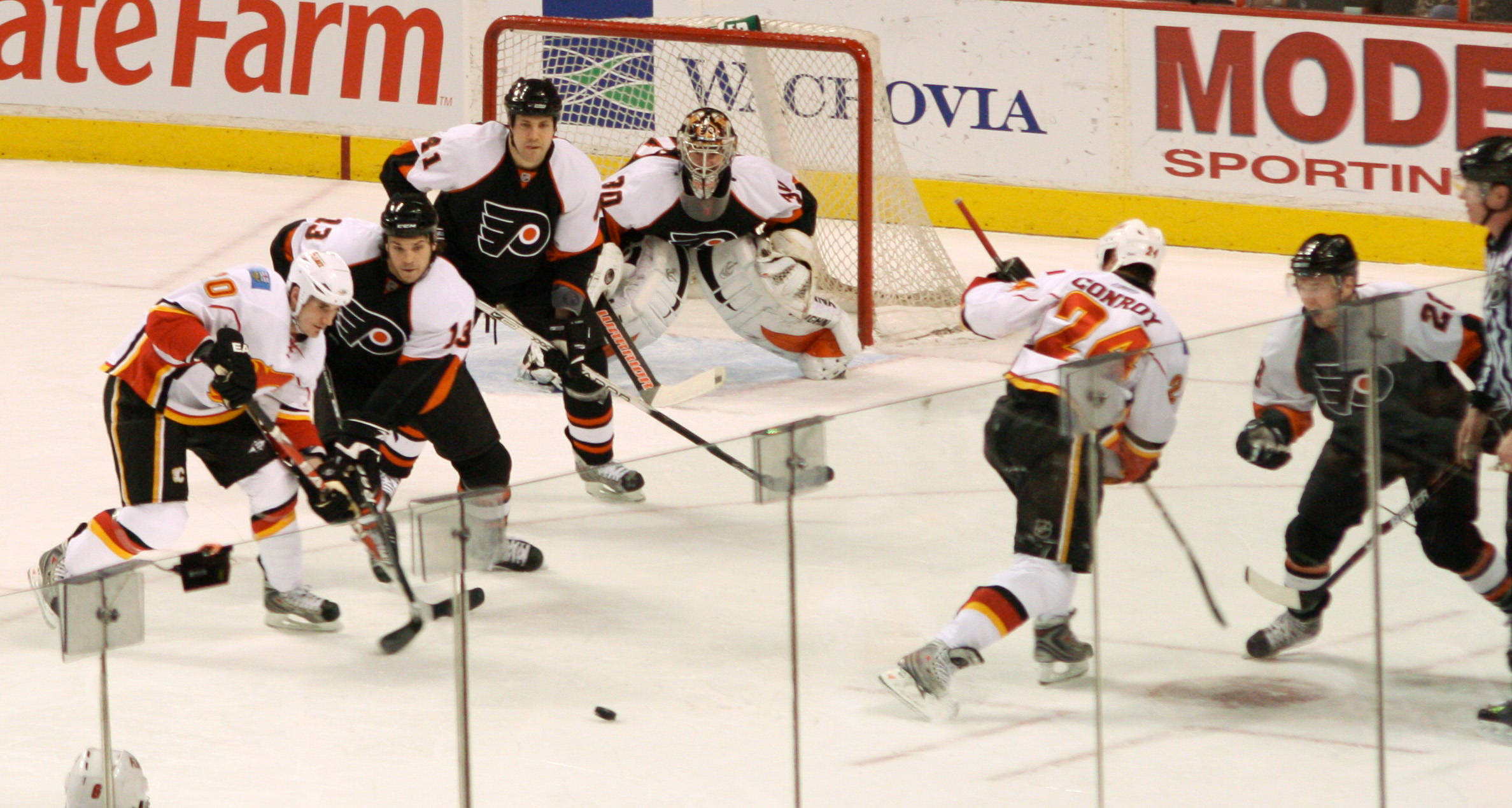
Partida da NHL, principal liga profissional de hóquei no gelo do país.

Esporte de origem no país vizinho,Canadá, derivado do britânico hóquei na grama, é disputado em um rinque de gelo por duas equipes de seis jogadores, que buscam fazer gols usando tacos (‘sticks’) e um disco (puck). Mais popular nos EUA em regiões nevadas, conquistou fãs em regiões mais quentes com a expansão da liga profissional NHL, que atualmente possui 23 equipes americanas e 7 canadenses.
A principal liga profissional de hóquei, a National Hockey League, foi fundada em 1917. A liga se expandiu rapidamente nas regiões nevadas dos EUA e Canadá na década de 20. Mas a rápida expansão do campeonato foi interrompida por causa da Terça-Feira Negra e da Grande Depressão. A maioria dos clubes teve problemas económicos nesta época. A crise econômica da América também se juntou a Segunda Guerra Mundial, o que afetou o desenvolvimento do hóquei. Muitos jogadores, principalmente canadenses, tiveram de cumprir o serviço militar e lutar na frente de batalha.
Em 1942, o campeonato foi reduzido para seis equipes. Durante 25 anos não houve expansão do número de equipes da liga, o que começou em 1967. A liga começou a se expandir para as regiões mais quentes do país nas décadas de 70 e 80, atingindo o seu número atual de equipes e conquistando um grande número de fãs nestas regiões. Porém, comparada com outras ligas a NHL ainda é a menos popular das principais ligas esportivas americanas, principalmente porque o hóquei no gelo ainda é associado como um esporte de regiões nevadas ou de inverno.

### Futebol

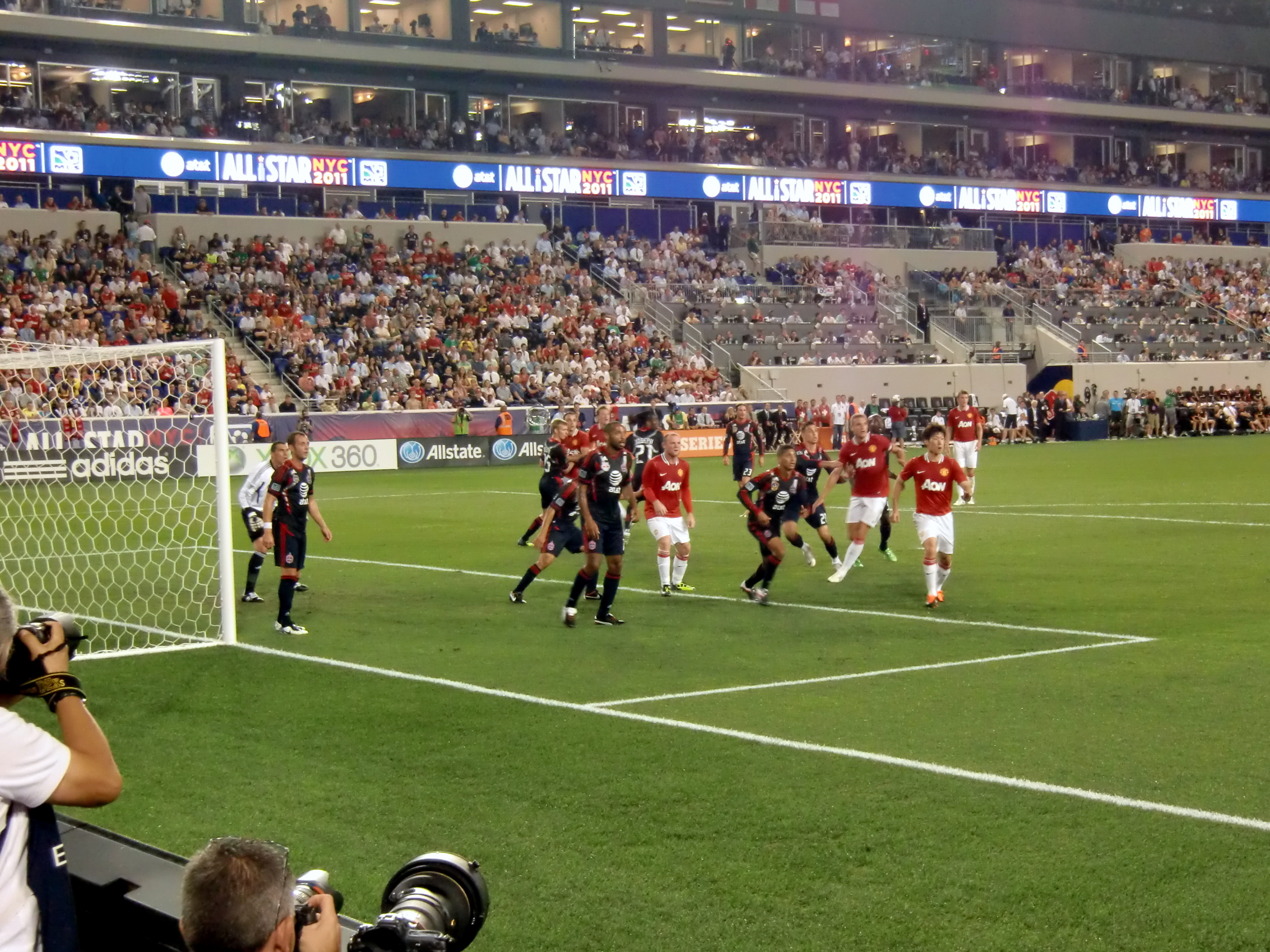
Partida da MLS, maior liga profissional de futebol do país.

Apesar de ser o esporte mais popular no mundo, o futebol britânico (conhecido nos EUA como soccer, derivado de "association football") começou a cair em popularidade na década de 1930 e tornou-se marginalizado, mantendo-se por muito tempo restrito a imigrantes. Os primeiros registros da prática do esporte nos Estados Unidos datam do ano de  1862. Em 1921 foi criada a American Soccer League (ASL), a liga de futebol dos EUA na época, na época foi considerada a segunda liga esportiva mais popular nos Estados Unidos, atrás apenas da Major League Baseball. No entanto, a Grande Depressão de 1929, levou ao fim da ASL em 1933, e o desaparecimento do esporte nos Estados Unidos, entrando num tempo prolongado de obscuridade. Iniciando na década de 1970, se tornou popular entre o público feminino, levando a uma forte cultura do futebol feminino e eventual seleção nacional. A ressurreição do futebol masculino se iniciou quando os EUA sediaram a Copa do Mundo FIFA de 1994, e criaram uma liga profissional, a MLS, que desde a sua primeira temporada em 1996 se expandiu para 23 times e graças a sua crescente popularidade atualmente atrai públicos menores apenas que os da NFL e MLB.

### Lacrosse
Esporte de origem dos nativos do pais, o lacrosse é jogado em campos ou em quadras, e contém maior popularidade no Médio Atlântico e Nova Inglaterra. A liga profissional MLL vê crescimento de popularidade, e a liga universitária é a que atrai mais público na NCAA (a de futebol americano não é gerida pela própria entidade).

### Calendário das principais ligas
| Jan                  | Fev                  | Mar                  | Abr                              | Mai                  | Jun                  | Jul | Ago | Set                  | Out                  | Nov                  | Dez                  |
| -------------------- | -------------------- | -------------------- | -------------------------------- | -------------------- | -------------------- | --- | --- | -------------------- | -------------------- | -------------------- | -------------------- |
|                      |                      |                      | MLB (beisebol)                   |                      |                      |     |     |                      |                      |                      |                      |
|                      |                      | MLS (futebol)        |                                  |                      |                      |     |     |                      |                      |                      |                      |
| NBA (basquetebol)    | NBA (basquetebol)    | NBA (basquetebol)    | NBA (basquetebol)                | NBA (basquetebol)    | NBA (basquetebol)    |     |     |                      | NBA (basquetebol)    | NBA (basquetebol)    | NBA (basquetebol)    |
| NFL (fut. americano) | NFL (fut. americano) |                      |                                  |                      |                      |     |     | NFL (fut. americano) | NFL (fut. americano) | NFL (fut. americano) | NFL (fut. americano) |
| NHL (hóquei no gelo) | NHL (hóquei no gelo) | NHL (hóquei no gelo) | NHL (hóquei no gelo)             | NHL (hóquei no gelo) | NHL (hóquei no gelo) |     |     |                      | NHL (hóquei no gelo) | NHL (hóquei no gelo) | NHL (hóquei no gelo) |
|                      |                      |                      | AFL (futebol americano de arena) |                      |                      |     |     |                      |                      |                      |                      |
| NLL (box lacrosse)   | NLL (box lacrosse)   | NLL (box lacrosse)   | NLL (box lacrosse)               | NLL (box lacrosse)   |                      |     |     |                      |                      |                      | NLL (box lacrosse)   |
|                      | NASCAR (stock cars)  |                      |                                  |                      |                      |     |     |                      |                      |                      |                      |

### Equipes por estado
| Estado               | Equipes | Ligas | Ligas | Ligas | Ligas | Ligas |  |
| Estado               | Equipes | NFL   | MLB   | NBA   | NHL   | MLS   |  |
| -------------------- | ------- | ----- | ----- | ----- | ----- | ----- |  |
| Califórnia           | 191     | 4     | 5     | 4     | 3     | 3     |  |
| Nova Iorque          | 11      | 3     | 2     | 2     | 3     | 1     |  |
| Texas                | 10      | 2     | 2     | 3     | 1     | 2     |  |
| Flórida              | 102     | 3     | 2     | 2     | 2     | 1     |  |
| Pensilvânia          | 8       | 2     | 2     | 1     | 2     | 1     |  |
| Ohio                 | 7       | 2     | 2     | 1     | 1     | 1     |  |
| Illinois             | 6       | 1     | 2     | 1     | 1     | 1     |  |
| Colorado             | 5       | 1     | 1     | 1     | 1     | 1     |  |
| Massachusetts        | 5       | 1     | 1     | 1     | 1     | 1     |  |
| Minnesota            | 5       | 1     | 1     | 1     | 1     | 1     |  |
| Arizona              | 4       | 1     | 1     | 1     | 1     |       |  |
| Geórgia              | 4       | 1     | 1     | 1     |       | 1     |  |
| Distrito de Colúmbia | 4       |       | 1     | 1     | 1     | 1     |  |
| Michigan             | 4       | 1     | 1     | 1     | 1     |       |  |
| Missouri             | 43      | 1     | 2     |       | 1     |       |  |
| Carolina do Norte    | 3       |       | 1     | 1     | 1     |       |  |
| Maryland             | 34      | 2     | 1     |       |       |       |  |
| Tennessee            | 32      | 1     |       | 1     | 1     |       |  |
| Washington           | 3       | 1     | 1     |       |       | 1     |  |
| Wisconsin            | 3       | 1     | 1     | 1     |       |       |  |
| Nova Jersey          | 2       |       |       |       | 1     | 1     |  |
| Indiana              | 2       | 1     |       | 1     |       |       |  |
| Louisiana            | 2       | 1     |       | 1     |       |       |  |
| Oregon               | 2       |       |       | 1     |       | 1     |  |
| Utah                 | 2       |       |       | 1     |       | 1     |  |
| Kansas               | 15      |       |       |       |       | 1     |  |
| Nevada               | 1       |       |       |       | 1     |       |  |
| Oklahoma             | 1       |       |       | 1     |       |       |  |

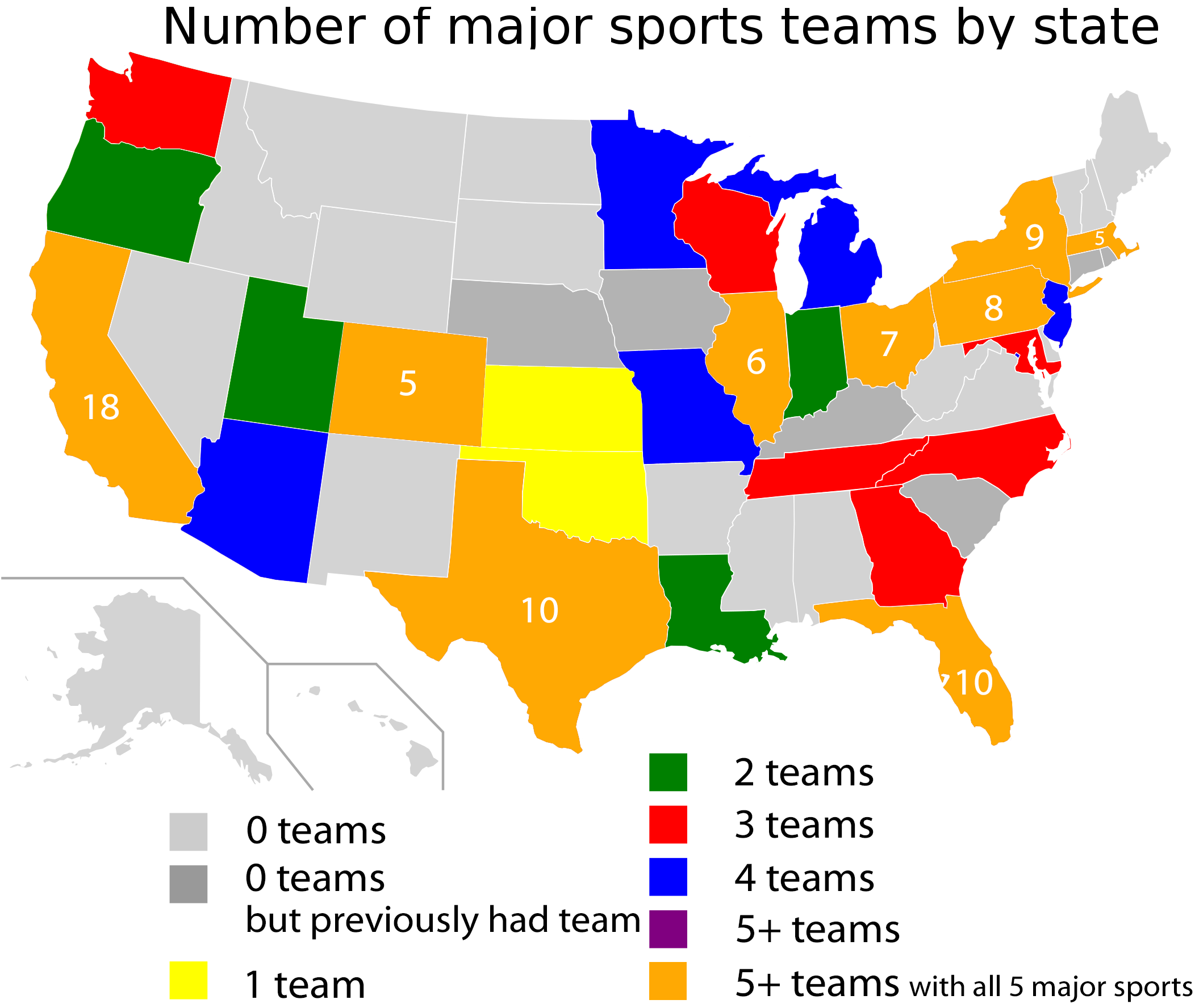
Mapa com equipes por estado nas quatro maiores ligas e a MLS.

1. O Oakland Raiders vai se mudar para Las Vegas assim que um novo estádio ficar pronto.
2. Futura sede de equipe da MLS.
3. Duas equipes da NFL (New York Jets e New York Giants) e uma da MLS (New York Red Bulls) representam a região Metropolitana de Nova Iorque e jogam em Nova Jersey. A única que se intitula como sendo do estado é o New Jersey Devils.
4. O Sporting Kansas City é sediado em Kansas City (Missouri), mas joga em Kansas City (Kansas).
5. O estádio do Washington Redskins, FedExField, é em Landover, Maryland.

### Mais representadas
†-Vai receber uma equipe
‡-Vai perder uma equipe
| Cidade           | MLB | NBA | NFL | NHL | MLS | Total |
| ---------------- | --- | --- | --- | --- | --- | ----- |
| Nova York, NY    | 2   | 2   | 2** | 2   | 2*  | 12    |
| Los Angeles, CA  | 2*  | 2   | 2*  | 1   | 2*  | 8     |
| Chicago, IL      | 2   | 1   | 1   | 1   | 1*  | 6     |
| Boston, MA       | 1   | 1   | 1*  | 1   | 1*  | 5     |
| Dallas, TX       | 1*  | 1   | 1*  | 1   | 1*  | 5     |
| Denver, CO       | 1   | 1   | 1   | 1   | 1*  | 5     |
| Filadélfia, PA   | 1   | 1   | 1   | 1   | 1*  | 5     |
| Washington, D.C. | 1   | 1   | 1*  | 1   | 1   | 5     |
| Detroit, MI      | 1   | 1   | 1   | 1   |     | 4     |
| Houston, TX      | 1   | 1   | 1   |     | 1   | 4     |
| Miami, FL        | 1   | 1   | 1*  | 1*  | †   | 4     |
| Phoenix, AZ      | 1   | 1   | 1*  | 1*  |     | 4     |
| Atlanta, GA      | 1*  | 1   | 1   |     | 1   | 4     |
| Minneapolis, MN  | 1   | 1   | 1   |     | 1   | 4     |
| Cleveland, OH    | 1   | 1   | 1   |     |     | 3     |
| Oakland, CA      | 1   | 1‡  | 1‡  |     |     | 3     |
| Kansas City, MO  | 1   |     | 1   |     | 1*  | 3     |
| Pittsburgh, PA   | 1   |     | 1   | 1   |     | 3     |
| Seattle, WA      | 1   |     | 1   |     | 1   | 3     |

| Regiões                                                                  | MLB | NBA | NFL | NHL | MLS | Total |
| ------------------------------------------------------------------------ | --- | --- | --- | --- | --- | ----- |
| Nova York Nova York, NY;Harrison, Newark e East Rutherford, NJ           | 2   | 2   | 2   | 3   | 2   | 11    |
| Los Angeles Los Angeles, Anaheim e Carson, CA                            | 2   | 2   | 1   | 2   | 2   | 9     |
| Baía de São Francisco San Francisco, San Jose, Oakland e Santa Clara, CA | 2   | 1   | 2‡  | 1   | 1   | 7     |
| Chicago Chicago e Bridgeview, IL                                         | 2   | 1   | 1   | 1   | 1   | 6     |
| Boston Boston e Foxborough, MA                                           | 1   | 1   | 1   | 1   | 1   | 5     |
| Dallas/Fort Worth Metroplex Dallas, Arlington e Frisco, TX               | 1   | 1   | 1   | 1   | 1   | 5     |
| Denver Denver e Commerce City, CO                                        | 1   | 1   | 1   | 1   | 1   | 5     |
| Filadélfia Filadélfia e Chester, PA                                      | 1   | 1   | 1   | 1   | 1   | 5     |
| Washington Washington, D.C. e Landover, MD                               | 1   | 1   | 1   | 1   | 1   | 5     |
| Cidades Gêmeas Minneapolis e St. Paul, MN                                | 1   | 1   | 1   | 1   | 1   | 5     |
| Detroit                                                                  | 1   | 1   | 1   | 1   |     | 4     |
| Houston                                                                  | 1   | 1   | 1   |     | 1   | 4     |
| Miami Miami, Miami Gardens e Sunrise, FL                                 | 1   | 1   | 1   | 1   | †   | 4     |
| Phoenix Phoenix e Glendale, AZ                                           | 1   | 1   | 1   | 1   |     | 4     |
| Atlanta Atlanta e Cumberland, GA                                         | 1   | 1   | 1   |     | 1   | 4     |
| Baía de Tampa Tampa e St. Petersburg, FL                                 | 1   |     | 1   | 1   |     | 3     |
| Cleveland                                                                | 1   | 1   | 1   |     |     | 3     |
| Kansas City Kansas City (Missouri) e Kansas City (Kansas)                | 1   |     | 1   |     | 1   | 3     |
| Pittsburgh                                                               | 1   |     | 1   | 1   |     | 3     |
| Seattle                                                                  | 1   |     | 1   |     | 1   | 3     |

## Esportes individuais

### Golfe

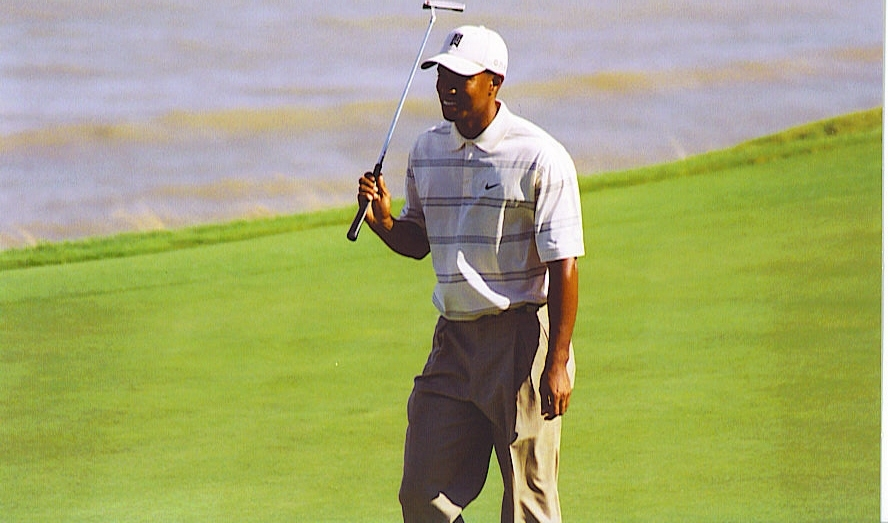
Tiger Woods jogador de golfe.

De origem escocesa, o golfe é o esporte individual mais praticado no país, aproximadamente por 26 milhões de americanos, mais de 16 mil campos de golf no país, sendo aproximadamente 2/3 deles abertos ao público, a principal liga profissional do esporte é a PGA Tour.

### Tênis
Tênis é jogado em níveis de segundo grau e em faculdades, o país é sede de um dos torneios de Grand Slam, o US Open.

### Boxe
Uma das lutas mais disputadas do mundo, o boxe foi por muitas décadas um dos esportes mais populares dos EUA.

### Rodeio
Os rodeios são populares principalmente nos estados do sul, a principal liga é a PBR.

### Poker
O poker é um dos esportes individuais onde depende de como o jogador consegue adivinhar a carta dos seus adversarios

### Wrestling profissional
Possui grande popularidade no país, apesar de muitos não o considerarem como esporte mas sim um esporte de entretenimento. A WWE, Impact Wrestling e as já extintas WCW e ECW são exemplos de empresas de wrestling mais conhecidas no país e no Mundo.

## Automobilismo
Esportes motores desde o início do século XX são muito populares no país, ao ponto de atrair centenas de milhares de pessoas aos autódromos do país.
No início as corridas eram disputadas em circuitos de rua, mas devido a falta de segurança começaram a transferir as corridas para hipódromos, com o passar dos anos começaram a ser construídos circuitos exclusivos para esportes automotores.
Tradicionalmente as categorias de maior audiência são as de origem no próprio pais, já que abrigam várias corridas no país inteiro e pelo fato do fuso horário das categorias europeias dificultar a popularização dessas categorias. Apesar disso, a Fórmula 1 já teve dois campeões estadunidenses (Phil Hill em 1961 e Mario Andretti em 1978) e o Grande Prêmio dos Estados Unidos já foi disputado mais de 30 vezes.

### Stock cars
Existem várias categorias de stock cars no país variando de nível regional a nacional, correndo principalmente em circuitos ovais de asfalto ou de terra, a principal categoria é a NASCAR, outras categorias menores incluem a ARCA (comprada pela NASCAR em 2018), a ASA, e a CRA, algumas associações como a USAC já tiveram categorias de stock cars.

#### NASCAR

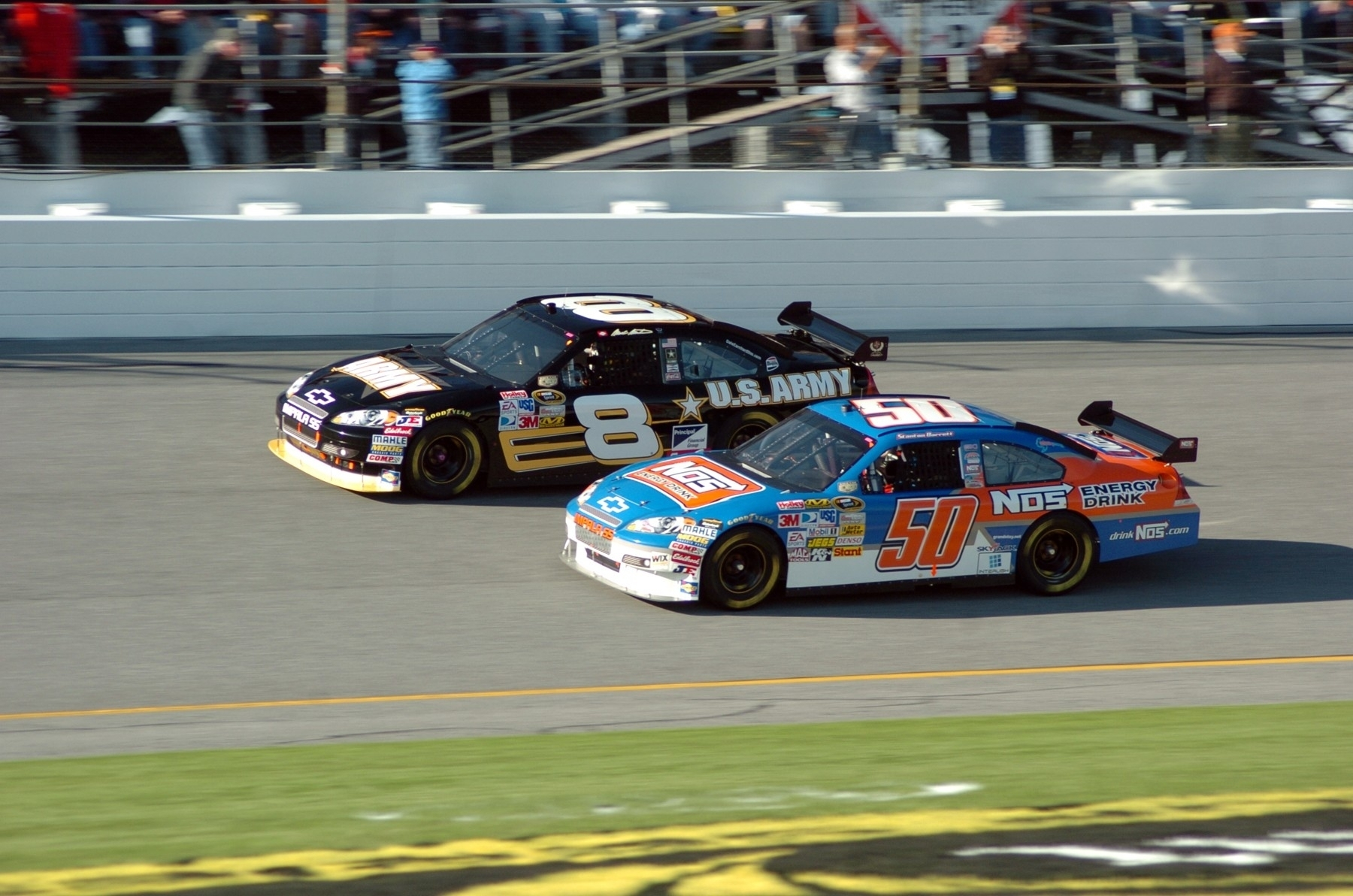
Carros da NASCAR.

A NASCAR é a principal associação de stock car do país conta com várias categorias, sendo 3 as principais, a Cup Series, a Xfinity Series e a Truck Series e outras categorias regionais pelo país, também a que atrai a maior audiência principalmente no sul, sua principal corrida é a Daytona 500 que abre a temporada, todas as mais de 30 etapas são disputadas em solo americano, e costumam atrair grandes multidões.

### Monopostos

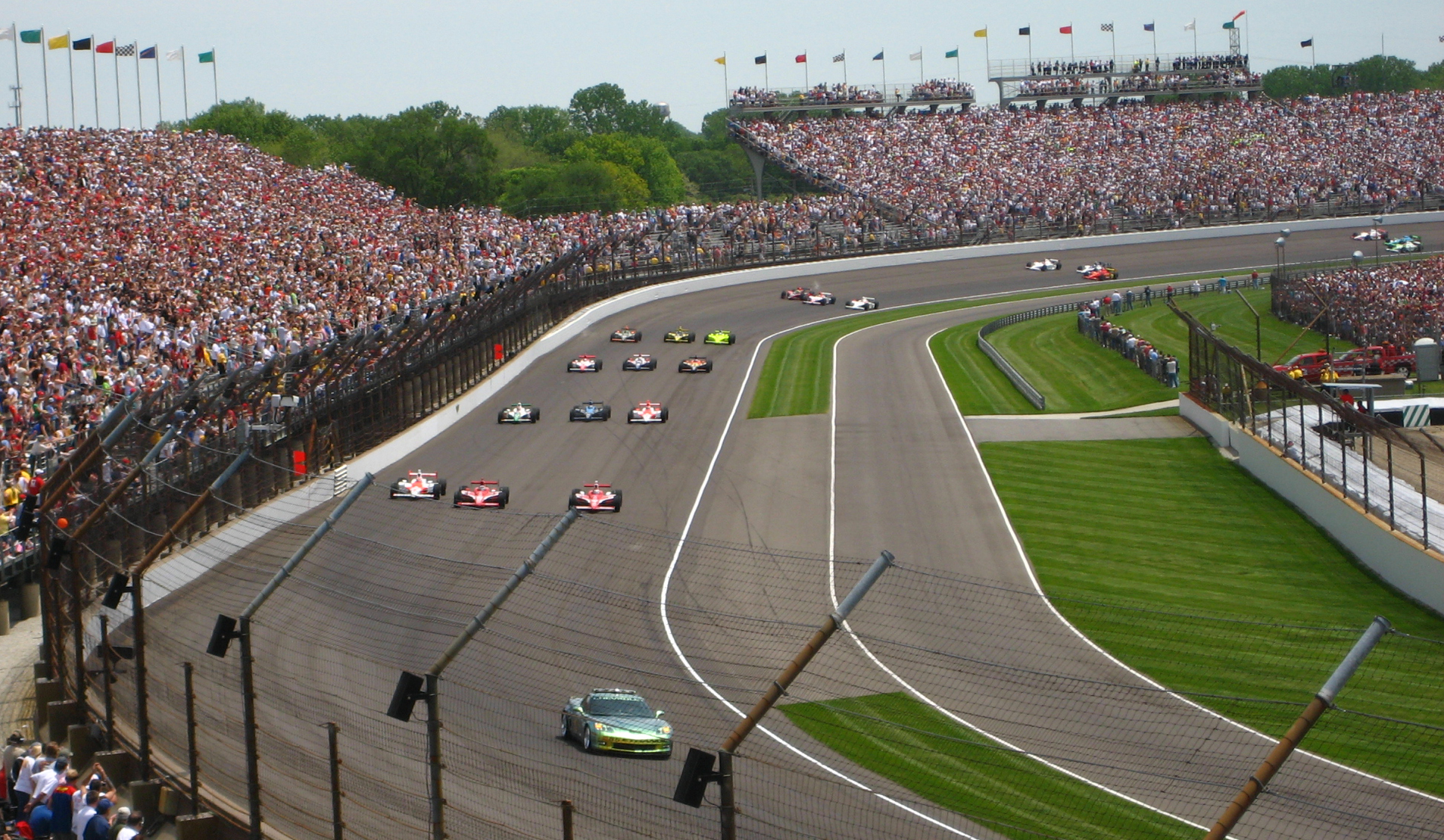
As 500 Milhas de Indianápolis, principal prova da IndyCar Series.

Monopostos no país são diretamente associados à IndyCar Series, que é a segunda maior categoria automobilística do país, e sua principal corrida, as 500 milhas de Indianápolis disputada desde 1911 ainda é a que atrai maior audiência e também é o evento esportivo de maior público do mundo, estimado em mais de 500 mil pessoas, nas últimas décadas começou uma expansão atraindo pilotos estrangeiros e hospedando corridas em outros países.

### Sprint cars
Sprint cars surgiram como uma variação dos monopostos quando estes começaram a correr exclusivamente em pistas asfaltadas após a segunda guerra mundial. As organizações mais notáveis são a USAC (que também organizou corridas da IndyCar até o início da década de 1980 até o surgimento da CART) que utiliza sprint cars sem asas e a World of Outlaws que corre com sprint cars com asas.

### Outras categorias
Outras categorias incluem principalmente aquelas que correm em circuitos mistos (chamadas de SportsCar) e corridas de endurance, dentre as organizações destacam-se a IMSA e a SCCA.

## Esporte universitário

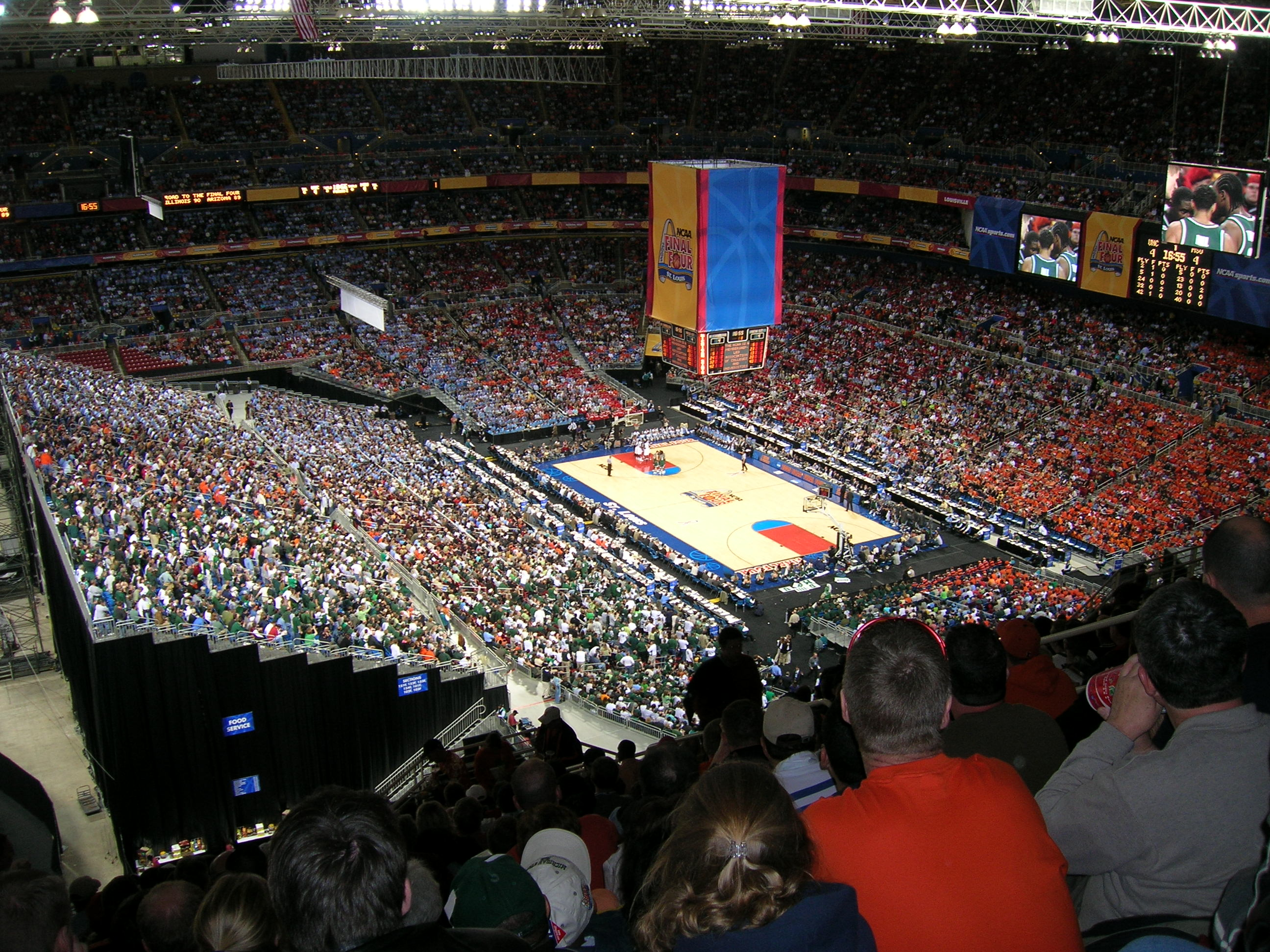
Jogo de basquete universitário entre North Carolina e Michigan State.

O esporte universitário no país é organizado em sua maioria pela National Collegiate Athletic Association,  associação criada em 1906 com aproximadamente 1200 universidades inscritas, é a NCAA que organiza os campeonatos nacionais das mais variadas modalidades entre esportes individuais e em equipes.
Atualmente vários campeonatos são exibidos na televisão, sendo os principais os de futebol americano e basquetebol, apesar da grande quantidade de renda que esses torneios geram, por lei os esportes universitários não podem ser profissionais, ou seja, os jogadores não podem receber salários nem firmar contratos com os clubes.

## Atletas Intercolegiais e as Olimpíadas
Graças ao ressurgimento dos Jogos Olímpicos Internacionais pelo Barão de Coubertin na França em 1896, os Estados Unidos se uniram às nações europeias a cada quatro anos para competir por medalhas olímpicas, principalmente no atletismo. O resultado foi brilhante, trazendo para o país uma abundância de medalhas de ouro (Smith, 1988). O resultado foi um efeito recíproco do investimento em atletas-estudantes. Seu sucesso nas Olimpíadas inspirou a geração futura. 
Atletas intercolegiais nas faculdades e universidades americanas datam do século XIV e cresceram como parte integrante da sociedade americana. Os Estados Unidos são a única nação que acredita que os atletas intercolegiais são a primeira fonte de recursos de atletas talentosos para completar os times das Olimpíadas em uma grande diversidade de esportes. Essa tradição e prática reforça a identidade distinta dos atletas americanos na cultura popular (Michener, 1976).
No século XX, a emersão do futebol americano como o maior esporte universitário foi importante  para o crescimento dos outros esportes e também ligação entre o movimento olímpico e os atletas-estudantes. Os jogos de futebol americano nas faculdades se tornaram uma experiência religiosa com cerimonias que antecediam os jogos que incluíam membros do clero guiando os espectadores nas rezas (Michener, 1976).
O sucesso do futebol americano acabou por promover um nova variedade de esportes. Remada de barco, atletismo e baseball já tinham um vigoroso seguimento por estudantes e espectadores. A esses esporte eventualmente iriam se unir esportes considerados menores como a natação, luta livre, boxe, ginástica olímpica e alguns esportes regionais como hóquei, lacrosse e pólo aquático. 
Técnicos visionários de futebol americano persuadiram os membros dos quadros administrativos das faculdades e universidades e associações de alunos para construir novos estádios de futebol que pudessem acomodar de 50 mil pessoas a 60 mil pessoas, usando o argumento de que a grande venda de ingressos para o futebol americano seria a oportunidade para subsidiar todos os outros esportes. Esse movimento ganhou impulso depois da Primeira Guerra Mundial, época em que centenas de faculdades e universidades pelo país construíram instalações para futebol americano, comumente com a designação de “Memorial Stadium” para honrar alunos e cidadãos que serviram nas forças armadas durante a referida guerra (Thelin, 1994).

## Ligas profissionais
O esporte profissional nasceu no país com o beisebol no final do século XIX, desde então ao longo da história surgiram várias ligas profissionais de vários esportes.
Nas ligas profissionais são organizadas sem nenhuma interferência de confederações, tanto nas ligas regionais quanto nas nacionais, elas são organizadas pelos próprios clubes que criam suas próprias regras de contratação, salário, patrocínio, estádios, etc. inclusive modificando as regras do esporte, por essa razão às vezes existe uma dificuldade para a liberação de jogadores para a seleção nacional.
A maioria das ligas vendem seus direitos de transmissão de forma semelhante, elas vendem os jogos para vários canais, mas evitam que mais de um canal exiba o mesmo jogo, por esta razão jogos de finais únicas como o Super Bowl são exibidos apenas por um canal.